# Rullingen
Rullingen is een gehucht nabij Kuttekoven in de Belgische gemeente Borgloon. Feitelijk betreft het een straat die van de vallei van de Herk naar Borgloon loopt.
Rullingen was een Loons leen, dat voor het eerst vermeld werd in 1135 als Rolighen.

## Bezienswaardigheden

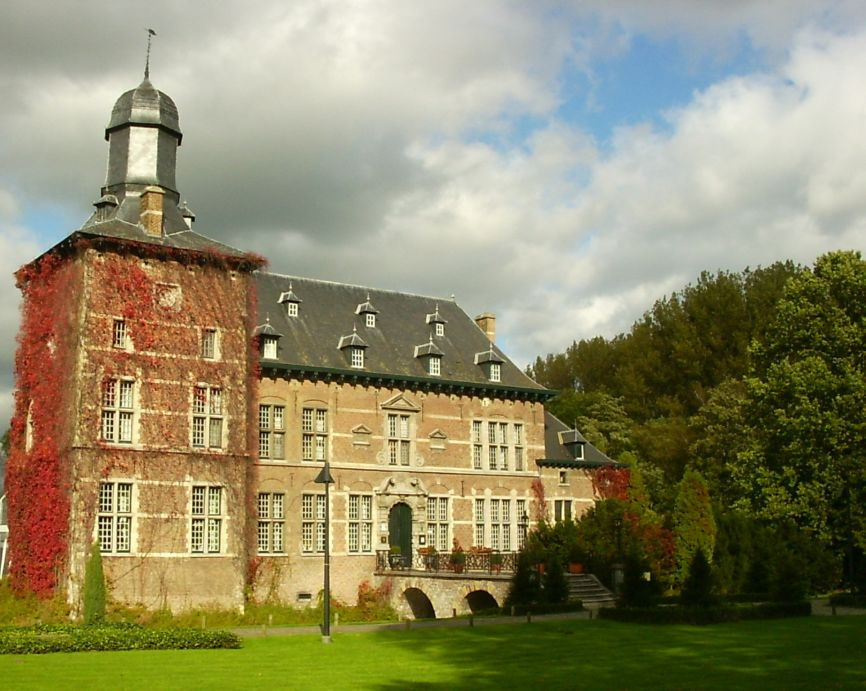
Kasteel van Rullingen

- Kasteel van Rullingen, uit de eerste helft van de 17e eeuw
- Nieuwe Molen, restant van een watermolen op de Herk.